# Calligraphie géorgienne
 (octobre 2018).
Si vous disposez d'ouvrages ou d'articles de référence ou si vous connaissez des sites web de qualité traitant du thème abordé ici, merci de compléter l'article en donnant les références utiles à sa vérifiabilité et en les liant à la section « Notes et références ».

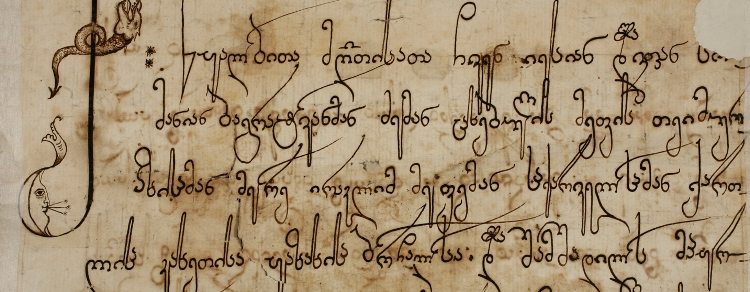
Charte royale d'Héraclius II de Géorgie (1721-1798).

La calligraphie géorgienne est l'art de l'écriture de la langue géorgienne qui est basée sur trois types d'alphabet. La Géorgie a une riche école et une tradition de calligraphie. La calligraphie géorgienne s'est aussi très développée en dehors de la Géorgie, surtout dans l'Empire byzantin et sur le mont Athos.
En 2015, la calligraphie géorgienne est reconnue comme patrimoine culturel immatériel par l’UNESCO, et en 2023, elle est à nouveau enseignée dans une école en Géorgie, 200 ans après la fermeture de la dernière, où 30 étudiants se sont inscrits pour suivre les cours de David Maisuradze. 